# Federação Nacional de Estudantes de Arquitetura e Urbanismo do Brasil
A Federação Nacional de Estudantes de Arquitetura e Urbanismo do Brasil (FeNEA) é o órgão que representa, em âmbito nacional, os estudantes de graduação em Arquitetura e Urbanismo no Brasil, sendo a entidade central do Movimento Estudantil dessa área.
A FeNEA congrega mais de 80.000 estudantes de graduação de mais de 700 escolas de arquitetura e urbanismo brasileiras e os representa junto a órgãos governamentais e entidades relacionadas a profissão. Além dessas funções representativas, como a participação no Colegiado Permanente das Entidades Nacionais de Arquitetos e Urbanistas, a FeNEA realiza concursos e diversos eventos de caráter amplo, desde os conselhos, voltados a deliberação interna e trabalho de base, até os encontros, eventos com grande número de participantes e temáticas e programações variadas.
A entidade existe desde 1988, apesar de suas antecessoras datarem dos anos 30. Seu principal evento, o Encontro Nacional de Estudantes de Arquitetura, já foi realizado mais de quarenta vezes desde os anos 70. A FeNEA ainda foi uma das entidades fundadoras da Coordenadoria Latino-Americana de Estudantes de Arquitetura do Cone Sul (CoLEA), apesar de ter se desligado desta entidade em 2013.

## Princípios e Finalidade
São princípios da FeNEA:
- representar os interesses dos estudantes de arquitetura e urbanismo e lutar por um ensino de qualidade, através de uma discussão participativa e democrática.
- congregar e ampliar a participação dos estudantes enquanto cidadãos e futuros profissionais, na busca de uma formação criativa, inovadora, solidária, coletiva, humana e comprometida com questões político-sociais.

## História
A FeNEA tem origem nos primeiros grêmios de arquitetura fundados no país. Desde 1932 esse movimento organiza-se através de discussões sobre a área, suas condições de ensino, o papel da Universidade e a conjuntura político-social. A ENEBA - Executiva Nacional dos Estudantes de Belas Artes - foi a primeira organização dos estudantes de Arquitetura, que a partir de 1953 passou a se chamar Executiva Nacional dos Estudantes de Arquitetura.

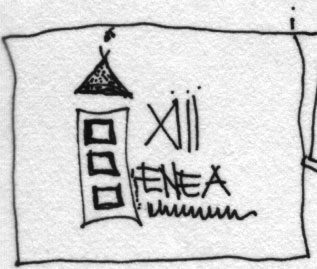
Croqui da marca da FeNEA, criada em 1989 por Claudio Parreiras Reis, originalmente para o XIII ENEA Belo Horizonte em 1989.

Com o início do Regime Militar, em 1964, a Executiva foi extinta. Em 1972, porém, o movimento estudantil de arquitetura e urbanismo volta a se articular com a realização, ainda na clandestinidade, do I ENEA – Encontro Nacional de Estudantes de Arquitetura e Urbanismo, em São Paulo. Naquele momento, os Encontros tornaram-se a maior oportunidade de articulação dos estudantes. A partir de 1979, com o IV ENEA Salvador, os ENEAs passaram a acontecer anualmente.
Em 1980, no V ENEA Rio, os estudantes se estruturaram como uma Pró-Secretaria de Arquitetura da UNE, submetendo-se ao seu estatuto e órgãos deliberativos. Essa situação perdura até o IX ENEA Olinda, em 1985, quando a Pró-Secretaria tornou-se a ENEA - Executiva Nacional de Estudantes de Arquitetura, aprovando um estatuto próprio.
Em 1986, durante o X ENEA Rio, foi proposta a criação de uma entidade representativa, resultando na transformação da executiva em federação no XII ENEA Belém de 1988. Assim, surge a FeNEA, tendo seu primeiro estatuto aprovado no XIII ENEA Belo Horizonte no ano seguinte, 1989.
No XVI ENEA Londrina, em 1992, aprovou-se novo estatuto, com publicação no Diário Oficial da União. Desde então, oficialmente, a FeNEA passa a ser a representação de todos os estudantes de arquitetura e urbanismo no Brasil. No XXII ENEA Rio de 1998 e no XXVII ENEA Ouro Preto de 2003 o estatuto foi revisado, passando por algumas atualizações. Entre 2007 e 2008 o estatuto sofreu suas últimas alterações para se adequar as mudanças feitas no Código Civil. Em 2015, no XXXIX ENEA Rio, foi aprovado o regimento interno, previsto no estatuto e que complementa o mesmo.

## Participação e Gestão
Todos os estudantes de arquitetura e urbanismo do Brasil fazem parte da FeNEA, sendo os centros acadêmicos (também conhecidos como diretório, secretária ou grêmio em algumas faculdades) a base da FeNEA junto as faculdades. Nacionalmente, a FeNEA é gerida por uma diretoria, eleita em Plenária Final de ENEA. Essa diretoria assume uma gestão de um ano a partir do CoNEA de Transição, devendo seguir as diretrizes lançadas pelos estudantes e entidades estudantis nas Plenárias dos encontros e no próprio CoNEA de transição. Essas diretrizes servem de base para o desenvolvimento de todo o trabalho da gestão.

### Diretorias
A diretoria da FeNEA se divide em sete áreas, sendo seis nacionais. Não há um presidente, sendo que nenhuma diretoria nacional está hierarquicamente acima de outra. Além das diretorias nacionais existem ainda as diretorias e assessorias regionais.
- Diretoria de Documentação e Informação (DDI) e Diretoria de Comunicação (DiCom): responsáveis por documentar e informar todos os trabalhos e projetos da FeNEA, assim como a produção e manutenção desses informativos, como jornais, cartilhas, os site da FeNEA e outros materiais de divulgação.
- Diretoria de Ensino, Pesquisa e Extensão (DIEPE): como o nome já diz, é responsável pelas discussões e projetos relacionados ao ensino, pesquisa e extensão em arquitetura e urbanismo, como as recentes pesquisas de estágio [4] e o CNI[5], e diálogo permanente com entidades como o Ministério da Educação e a ABEA – Associação Brasileira de Ensino de Arquitetura e Urbanismo.
- Diretoria de Finanças (DiFi): responsável pelo controle financeiro da FeNEA e a captação de recursos para sua manutenção.
- Diretoria de Relações Externas (DRE): responsável por representar a Federação frente a outras representações estudantis, como outras federações e executivas de curso, a UNE, a FENEX, entre outras, a movimentos sociais e também a entidades profissionais ligadas a Arquitetura e Urbanismo, como o IAB, o CAU, a ABEA, a FNA, entre outras. Algumas dessas entidades reservam espaços para a FeNEA em seus eventos, como o Colegiado Permanente das Entidades Nacionais de Arquitetos e Urbanistas (CEAU), onde a FeNEA é um membro convidado, com direito a voz, mas sem direito a voto.[6][7]
- Diretoria Geral: responsável pela coordenação e supervisão dos trabalhos da Federação, assim como da relação entre as demais diretorias.

### Divisões Regionais

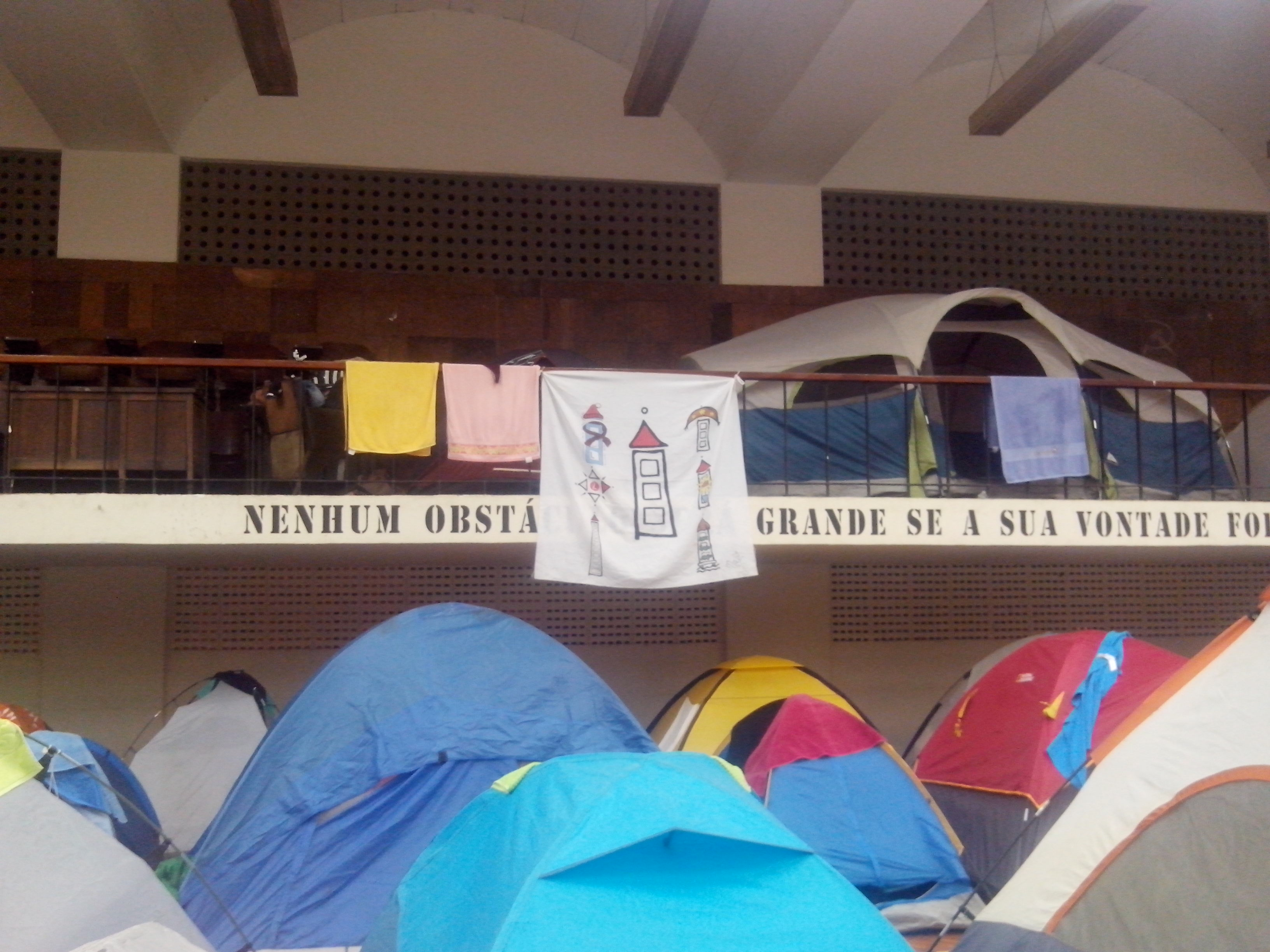
Bandeira com o símbolo da FeNEA e das regionais no ENEA Rio 2015.

Como forma de se aproximar da base do movimento estudantil, a FeNEA se subdivide em seis regionais. Cada uma possui seus próprios diretores e assessores regionais, que são eleitos na plenária final do EREA - Encontro Regional de Estudantes de Arquitetura e Urbanismo. As regionais possuem seus próprios projetos e eventos locais, adaptados a sua própria cultura. São elas:
- Regional Nordeste (MA, CE, PI, RN, PE, PB, SE, AL, BA): composta pelos estados da Região Nordeste do Brasil. É a regional com maior número de estados, o que levou a subdividi-la em mini-regionais formadas por três estados cada. Realiza o seu EREA tradicionalmente em janeiro.
- Regional Norte (AC, AM, RO, PA, AP, RR): composta pelos estados da Região Norte do Brasil exceto Tocantins. É a maior regional em território e surgiu recentemente, após a divisão da Regional Norte-Nordeste. Por seu tamanho, foi decidido na plenária final do II EREA Norte, em Rio Branco, que essa regional se subdividiria em mini-regionais a exemplo da Regional Nordeste.
- Regional Centro (DF, MT, MS, GO, TO, Triângulo Mineiro): composta pelos estados da Região Centro-Oeste e também pelo Tocantins e pelo triângulo mineiro.
- Regional Leste (RJ, ES, MG exceto Triângulo Mineiro): composta pelos estados da Região Sudeste, exceto São Paulo e o triângulo mineiro.
- Regional São Paulo: composta apenas por São Paulo, devido ao número de escolas de arquitetura desse estado. É a maior regional em escolas de arquitetura e a menor em território.
- Regional Sul (PR, SC, RS): composta pelos estados do sul do Brasil. Realiza seu EREA tradicionalmente em abril.

## Projetos da FeNEA

### EMAU - Escritório Modelo de Arquitetura e Urbanismo
Os Escritórios Modelo de Arquitetura e Urbanismo, também conhecidos pela sigla EMAU, são um projeto de Extensão Universitária unida à pesquisa e ao processo de graduação. Esse escritório surge da discussão a respeito da vivência e das práticas dos estudantes de Arquitetura durante a graduação, com a finalidade não só de completar a educação universitária, mas também para afirmar um compromisso com a realidade social da comunidade onde a universidade está inserida. Trabalhando com comunidades que não tem acesso a arquitetos formados, os EMAUs não fazem concorrência a estes. Os EMAUs tem um documento norteador, o POEMA - Projeto de Orientação a Escritórios Modelo de Arquitetura e Urbanismo - que apesar de estabelecer o que é um Escritório Modelo, apenas o diferencia de outras iniciativas universitárias, permitindo que surjam escritórios com as mais diferentes formas de organização.
Os EMAUs possuem um evento anual realizado pela FeNEA, o SeNEMAU.

### CNI - Concurso Nacional de Ideias para a Reforma Urbana
O Concurso Nacional de Ideias para Reforma Urbana é um concurso de projetos promovido e organizado todo ano pela FeNEA e coorganizado pela FNA, a Federação Nacional de Arquitetos. Trabalhando com a temática da reforma urbana no Brasil, o CNI a cada ano aborda uma questão específica. Em 2017 o CNI chegará a sua 10ª edição. Os resultados, em geral, são divulgados no ENEA.

### CICAU - Congresso de Iniciação Cientifica em Arquitetura e Urbanismo
O CICAU é um espaço organizado por estudantes e para estudantes que tem por finalidade incentivar a participação destes no processo de produção e construção de conhecimento, além de ser uma ferramenta de divulgação da iniciação científica. Ele acontece durantes os encontros. O CICAU realizado pela FeNEA inspirou a versão latino-americana, que atualmente não tem vinculo com a FeNEA.

### Caravanas
No caravanas os diretores da FeNEA e articuladores locais visitam faculdades com o objetivo de divulgar os trabalhos e projetos da Federação ou com a organização de oficinas e debates. A meta é integrar alunos das universidades, buscando maior aproximação da Federação com os Centros e Diretórios Acadêmicos e também destes com os demais estudantes daquela Faculdade.

## Eventos da FeNEA

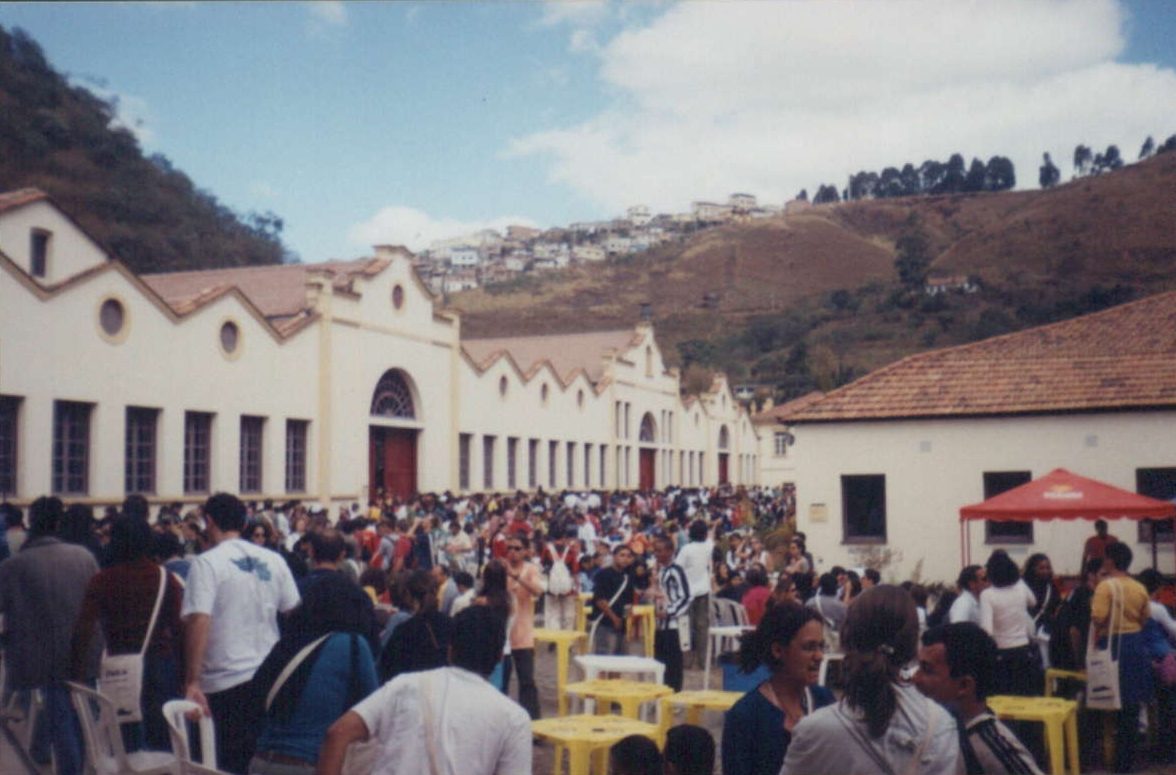
ENEA 2003 em Ouro Preto, Minas Gerais.

### Encontros
Os maiores e mais conhecidos projetos idealizados, organizados e promovidos pela FeNEA, os Encontros de Estudantes de Arquitetura e Urbanismo possuem um caráter amplo por abordarem temas relativos a arquitetura e urbanismo, assim como seu ensino, pesquisa e extensão. Sua meta é promover a troca de experiências e o debate entre os estudantes de arquitetura e urbanismo do Brasil. As programações contam com atividades que possibilitam efetivamente essa experiência coletiva, como oficinas, visitas guiadas pela cidade, workshops, palestras, plenárias, grupos de discussão, os Conselhos de Entidades Estudantis, o CICAU, atividades culturais, entre outros. Os Encontros são co-organizados pelas Comissões Organizadoras locais, conhecidas como ComOrgs, geralmente constituídas por estudantes das cidades-sede. As comissões são peças fundamentais nessa construção, devido ao imenso volume de trabalho, a complexidade organizacional e às dimensões alcançadas pelo projeto.

#### ENEA
O Encontro Nacional de Estudantes de Arquitetura (ENEA) é o momento de maior concentração dos estudantes de arquitetura e urbanismo do país. Tradicionalmente realizado nas férias de inverno, após os encontros regionais, os ENEAs acontecem anualmente, sendo numa regional diferente a cada ano. Em 2016, o ENEA chegou a sua 40ª edição, na cidade de São Paulo, e a próxima edição será em Alter do Chão, no município de Santarém, no Pará.

##### Edições do ENEA

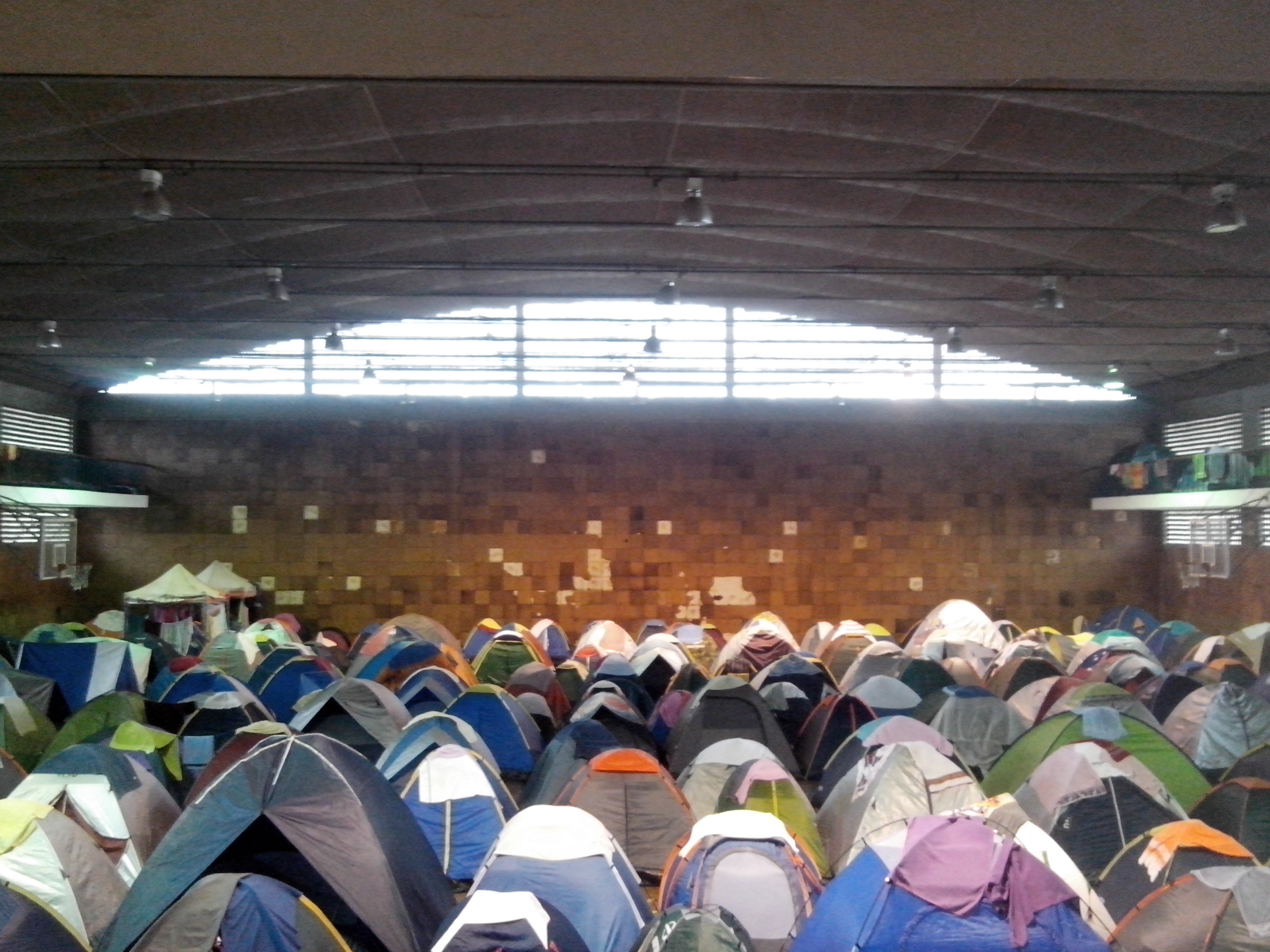
Barracas dos participantes do ENEA na "Cidade FeNEA", montada na UFRJ em 2015.

| Edição       | Ano       | Cidade            | Temática                                                                            | Participantes | Local        |
| ------------ | --------- | ----------------- | ----------------------------------------------------------------------------------- | ------------- | ------------ |
| I ENEA       | 1971      | SP São Paulo      |                                                                                     |               |              |
| II ENEA      |           | PE Recife         |                                                                                     |               |              |
| III ENEA     | 1976      | SP São Paulo      | Ensino de Arquitetura e Universidade Brasileira                                     |               | USP          |
| IV ENEA      | 1979      | BA Salvador       |                                                                                     |               | UFBA         |
| V ENEA       | 1980      | RJ Rio de Janeiro |                                                                                     |               |              |
| VI ENEA      | 1981      | SP Campinas       |                                                                                     |               | PUC CAMPINAS |
| VII ENEA     | 1983      | DF Brasília       |                                                                                     |               | UNB          |
| VIII ENEA    | 1984      | PR Curitiba       | Marginalização do Homem e do Espaço                                                 |               | PUC CURITIBA |
| IX ENEA      | 1985      | PE Olinda         | Linguagem em Arquitetura                                                            |               | UFPE         |
| X ENEA       | 1986      | RJ Rio de Janeiro | Uma nova maneira de transcender                                                     |               |              |
| XI ENEA      | 1987      | SP Campinas       | Arquitetura universidade sociedade                                                  |               | UNICAMP      |
| XII ENEA     | 1988      | PA Belém          | Problemas urbanos e o meio ambiente                                                 |               | UFPA         |
| XIII ENEA    | 1989      | MG Belo Horizonte | O papel do planejador urbano no futuro das cidades brasileiras                      |               | UFMG         |
| XIV ENEA     | 1990      | SP São Paulo      | Habitação Popular                                                                   | 1532          | USP          |
| XV ENEA      | 1991      | RN Natal          | Patrimônio Histórico: um futuro para o nosso passado                                | 1236          | UFRN         |
| XVI ENEA     | 1992      | PR Londrina       | O campo de atuação profissional do arquiteto e estudante de arquitetura no contexto |               | UEL          |
| XVII ENEA    | 1993      | RJ Rio de Janeiro | Arquitetura e urbanismo: Educação e cidadania                                       | 1632          | UFRJ         |
| XVIII ENEA   | 1994      | DF Brasília       | Arquitetura brasileira e cultura nacional: em busca de uma identidade               | 1873          | UNB          |
| XIX ENEA     | 1995      | SP Santos         | Arquitetura: do lado de fora...                                                     | 954           | UCSAL        |
| XX ENEA      | 1996      | CE Fortaleza      | Utopia como realidade possível                                                      | 1023,3        | UFC          |
| XXI ENEA     | 1997      | RS Porto Alegre   |                                                                                     |               |              |
| XXII ENEA    | 1998      | RJ Rio de Janeiro | A construção da cidade contemporânea                                                |               | Sapucaí      |
| XXIII ENEA   | 1999      | GO Goiânia        | Regionalismo Brasileiro: uma semente para nossa modernidade                         |               |              |
| XXIV ENEA    | 2000      | SP Taubaté        |                                                                                     |               |              |
| XXV ENEA     | 2001      | PB João Pessoa    |                                                                                     |               |              |
| XXVI ENEA    | 2002      | PR Curitiba       |                                                                                     |               |              |
| XXVII ENEA   | 2003      | MG Ouro Preto     |                                                                                     |               |              |
| XXVIII ENEA  | 2004      | DF Brasília       |                                                                                     |               |              |
| XXIX ENEA    | 2005      | SP São Paulo      |                                                                                     |               |              |
| XXX ENEA     | 2006      | PE Recife-Olinda  | Ser cidade                                                                          |               |              |
| XXXI ENEA    | 2007      | SC Florianópolis  | Perca-se Permita-se                                                                 |               | UFSC         |
| XXXII ENEA   | 2008      | PA Belém          | Raízes na Amazônia                                                                  |               |              |
| XXXIII ENEA  | 2009      | MG Belo Horizonte | Utopia e realidade                                                                  |               | Mineirinho   |
| XXXIV ENEA   | 2010      | MG Uberlândia     | Homem x Espaço: escalas da realidade contemporânea                                  |               |              |
| XXXV ENEA    | 2011      | SP Bauru          | Interior sem estereótipos                                                           |               |              |
| XXXVI ENEA   | 2012      | BA Salvador       | Da primeira a multiplicidade                                                        |               | AABB         |
| XXXVII ENEA  | 2013      | PR Maringá        | Do indivíduo ao coletivo                                                            |               |              |
| XXXVIII ENEA | 2014      | AM Manaus         | Os sentidos da cidade                                                               |               |              |
| XXXIX ENEA   | 2015      | RJ Rio de Janeiro | A cidade esconde o processo                                                         |               | UFRJ         |
| XL ENEA      | 2016      | SP São Paulo      | Da cidade que vivemos a cidade que sonhamos. Que espaço construímos?                |               |              |
| XLI ENEA     | 2017      | GO Goiânia        | Da utopia planejada à cidade mercadoria                                             |               |              |
| XLII ENEA    | 2018-2019 | CE Fortaleza      | As fortalezas de cada cidade                                                        |               | UFC          |
| XLIII ENEA   | 2019-2020 | SC Laguna         | Transurbância                                                                       |               |              |
| XLIV ENEA    | 2023      | ES Aracruz        | Repensar o Antropoceno                                                              | 300           |              |

#### EREA
Os Encontros Regionais de Estudantes de Arquitetura (EREA) são realizados durante todo ano, sendo um em cada regional (Centro, Nordeste, Norte, Leste, São Paulo, Sul). Os EREA não são fechados para os estudantes da regional onde ele está sendo feito, e muitas vezes o EREA tem até um número de participantes maior que o ENEA.

### Conselhos
Os Conselhos de Entidades Estudantis de Arquitetura e Urbanismo acontecem durante toda a gestão contando com uma estrutura bem menor que a dos encontros, sem taxa de inscrição e totalmente abertos a participação de todos os estudantes. Eles costumam durar menos que um encontro, além de acontecer mais de uma vez ao ano, dependendo da necessidade.

#### CoNEA
O Conselho Nacional de Entidades Estudantis de Arquitetura e Urbanismo é a segunda instância deliberativa da FeNEA, após a Plenária do ENEA. Têm como objetivos a reunião das entidades de base com a diretoria, a realização dos trabalhos da Federação, a discussão dos assuntos em voga e a tomada de posicionamentos. A gestão anual da diretoria da FeNEA é tradicionalmente encerrada num CoNEA, que se torna o último evento da gestão - o chamado CoNEA de transição. Existem também CoNEAs para a construção do ENEA e é comum acontecerem conselhos dentro dos ENEAs.

#### CoREA
Os Conselhos Regionais de Entidades Estudantis de Arquitetura e Urbanismo servem de articulação entre os Centros e Diretórios Acadêmicos, de forma que eles se estruturem e possam levar as discussões da Federação para os estudantes que representam. Existem também CoREAs para a construção dos EREAs e SeRES. Assim como o Conselho Nacional, também os regionais podem acontecer dentro dos encontros, no caso, os EREAs, e podem acontecer mais de uma vez ao ano.

### Seminários e outros eventos regionais

#### SeNEMAU
SeNEMAU é o Seminário Nacional de Escritórios Modelo de Arquitetura e Urbanismo. É um seminário anual que dura cerca de uma semana e é o momento onde membros dos EMAUs de todo o país discutem, trocam experiências e realizam um intercâmbio de conhecimento. Sua programação é composta por atividades  como apresentação dos trabalhos dos escritórios modelos - a chamada Mostra EMAU, também realizada em encontros - oficinas práticas, palestras, mesas redondas, vivência e intervenção em espaços da cidade.

##### Edições do SeNEMAU
| Edição        | Ano  | Cidade            | Temática                                         |
| ------------- | ---- | ----------------- | ------------------------------------------------ |
| I SeNEMAU     | 1997 | AL Maceió         |                                                  |
| II SeNEMAU    | 1998 | PE Recife         |                                                  |
| III SeNEMAU   | 1999 | TO Palmas         |                                                  |
| IV SeNEMAU    | 2000 | SP São Paulo      |                                                  |
| V SeNEMAU     | 2001 | MS Campo Grande   |                                                  |
| VI SeNEMAU    | 2002 | RS Porto Alegre   |                                                  |
| VII SeNEMAU   | 2003 | SC Florianópolis  |                                                  |
| VIII SeNEMAU  | 2004 | PE Recife         |                                                  |
| IX SeNEMAU    | 2005 | ES Vitória        |                                                  |
| X SeNEMAU     | 2006 | GO Goiânia        |                                                  |
| XI SeNEMAU    | 2008 | SP Bauru          |                                                  |
| XII SeNEMAU   | 2008 | PR Londrina       |                                                  |
| XIII SeNEMAU  | 2009 | RJ Rio de Janeiro |                                                  |
| XIV SeNEMAU   | 2010 | ES Vitória        |                                                  |
| XV SeNEMAU    | 2011 | DF Brasília       |                                                  |
| XVI SeNEMAU   | 2012 | CE Fortaleza      |                                                  |
| XVII SeNEMAU  | 2013 | RS Porto Alegre   | Autonomia, Aproximação e Arte                    |
| XVIII SeNEMAU | 2014 | SC Florianópolis  | Fazer a cidade, refazer a nós mesmos             |
| XIX SeNEMAU   | 2015 | SP São Paulo      | A revolução do cotidiano                         |
| XX SeNEMAU    | 2016 | MT Cuiabá         | O direito à cidade para além do perímetro urbano |
| XXI SeNEMAU   | 2017 | GO Anápolis       | Entre a cidade que é e a que parece ser          |
| XXII SeNEMAU  | 2018 | MA São Luís       | Subverter discursos, protagonizar processos      |
| XXIII SeNEMAU | 2019 | MG Uberlândia     | Até onde vai a sua autonomia                     |
| XXIV SeNEMAU  | 2020 | RJ Rio de Janeiro |                                                  |

#### SeRES
O SeRES é o Seminário Regional de Ensino Superior em Arquitetura e Urbanismo. Foi idealizado com a preocupação de questionar os rumos que o ensino toma nas nossas universidades e buscando apontar direcionamento para tais questões. Os SeRES abordam temas como diretrizes curriculares, formação do arquiteto, estágio e a ideologia presente nos cursos.
Os seminários são abertos a todos e possuem formatos diversos. Geralmente contando com mesas de debate, papos de botecos, palestras e oficinas, acontecendo por regional. O SeRES não é tão frequente quanto os encontros, que quase sempre são anuais, e duram menos de uma semana, em geral. Acontece um edição por ano em cada regional.

#### Mambembe
Projeto da Regional Nordeste surgido da necessidade de promover uma maior integração e a troca de experiências entre as faculdades dessa região. Além disso, visa a divulgação dos outros eventos da Federação. Costumam acontecer anualmente, um em cada uma das três mini-regionais da Nordeste.

#### DEA
Projeto criado pela Regional Norte, mas que já acontece em outras regionais, o Dia do Estudante de Arquitetura é um evento articulador de faculdades, reunindo a nível estadual estudantes de arquitetura para debater problemáticas locais e divulgar os projetos e eventos da FeNEA. Os DEAs tem uma duração mais curta, nunca passando de três dias.

#### Sofá
Projeto informal da FeNEA para estimular o debate entre os Escritórios Modelo de Arquitetura e Urbanismo. Nesse evento, um EMAU visita o outro, debatendo e trocando experiências. Não há uma regra ou frequência para esses encontros.

#### PiPA
Pitaco no Projeto Alheio, foi uma adequação que a Regional Centro fez do Mostra de TFG, onde os participantes primeiramente assistem a apresentação dos que se inscreveram para mostrar seu projeto no espaço PiPA, e em seguida, começa uma discussão em torno desse projeto.

## CoLEA
A Coordenadoria Latino-Americana de Estudantes de Arquitetura do Cone Sul (CoLEA) é uma entidade formada originalmente pela FeNEA e outras federações e coordenações nacionais de estudantes de arquitetura e urbanismo na Argentina, Uruguai, Chile e Paraguai, além de outros países convidados. Em 2013, após longas discussões internas, a FeNEA desligou-se institucionalmente da CoLEA por entender, entre outros motivos, que a burocracia desta entidade não contribuía para a construção do movimento estudantil, decisão que dividiu opiniões na época. Entre 1990 e 2013, a FeNEA, junto a CoLEA, teve alguns projetos sendo realizados nos países vizinhos, como os ELEAs - Encontros Latino-americanos de Estudantes de Arquitetura e Urbanismo e o CICAU. Mesmo com a saída da FeNEA, ambos ainda são realizados.